# Гарольд Інніс
Гарольд Адамс Інніс (англ. Harold Adams Innis, 5 листопада 1894, Гамільтон — 8 листопада 1952, Торонто) — канадський економіст і соціолог, «батько канадської економічної теорії», дослідник культури і масових комунікацій.

## Біографія
Народився на батьківській фермі неподалік від Гамільтона. Батьки належали до баптистів. Навчався в Баптистському університеті Мак-Мастера в Гамільтоні (1913—1918). Брав участь у Першій світовій війні, був поранений. Захистив дисертацію в Чиказькому університеті (1920), де відчув науковий вплив Джорджа Герберта Міда і Роберта Парка, а також познайомився з ідеями Торстейна Веблена. Керував відділом політичної економії Торонтського університету, був президентом Асоціації економічної історії. Автор праць з економічної історії Канади. В 1945 побував у СРСР.
У 1940-х роках зайнявся дослідженням комінікацій у зв'язку з типами суспільного устрою і довговічністю цивілізацій, перш за все імперських. Ці роботи Інніса («Імперія і комунікація», 1950; «Упередженість в комунікації», 1951) здійснили формуюючий вплив на Еріка Хевлока, Маршалла Маклуена, Волтера Онга та інших істориків і теоретиків мас-медіа.

## Вибрані праці
- A History of the Canadian Pacific Railway (1923)
- The Fur Trade in Canada: An Introduction to Canadian Economic History (1930)
- The Cod Fisheries: The History of an International Economy (1940)
- Empire and Communications (1950)
- The Bias of Communication (1951)
- The Strategy of Culture (1952)
- Changing Concepts of Time (1952)
- Essays in Canadian Economic History, edited by Mary Q. Innis (1956)
- The Idea File of Harold Adams Innis, edited by William Christian (1980)

## Визнання
Перший канадський вчений з міжнародною репутацією. Почесний доктор університетів Нью-Брансуіка, Мак-Мастера, Лаваля і Манітоби, університету Глазго. Президент Королівського товариства Канади (1946). На його честь названий Інніс-коледж Торонтського університету і бібліотека університету Мак-Мастера.